# Vuelo 296 de Air France
El vuelo 296Q de Air France fue un vuelo chárter de un nuevo Airbus A320-111 operado por Air Charter International para Air France.El 26 de junio de 1988, el avión se estrelló mientras sobrevolaba a baja altura el Aeropuerto de Mulhouse Habsheim (código de aeropuerto de OACI LFGB) durante el espectáculo aéreo de Habsheim. La mayor parte de la secuencia del accidente, que tuvo lugar ante miles de espectadores, fue grabada en vídeo.
Este vuelo en particular fue el primer vuelo de pasajeros del A320 y la mayoría de las personas a bordo eran periodistas y ganadores de un concurso de rifas, habiendo ganado entradas como parte de un evento promocional de negocios locales. El sobrevuelo a baja velocidad, con el tren de aterrizaje desplegado, se suponía que tendría lugar a una altitud de 100 pies (30 m); en cambio, el avión realizó el sobrevuelo a 30 pies (9 m), rozó las copas de los árboles del bosque al final de la pista (que no se había mostrado en el mapa del aeropuerto entregado a los pilotos) y se estrelló.
Los 136 pasajeros sobrevivieron al impacto inicial, pero tres de ellos murieron por inhalación de humo del incendio posterior: un niño tetrapléjico en el asiento 4F, una niña de 7 años en el asiento 8C, atrapada al ser empujada hacia adelante y luchando por desabrocharse el cinturón de seguridad, y un adulto que había llegado a la salida pero se dio la vuelta para intentar ayudar a la niña de 7 años. La niña viajaba con su hermano mayor, pero estaban sentados separados; sobrevivió tras ser obligada a salir del avión por un grupo de pasajeros supervivientes mientras intentaba encontrar a su hermana.
Los informes oficiales concluyeron que los pilotos volaron demasiado bajo y lento, no vieron el bosque y se estrellaron accidentalmente contra él. El capitán, Michel Asseline, refutó el informe y alegó que un error en la computadora de vuelo por cable le impidió aplicar empuje y despegar. Cinco personas, entre ellas el capitán y el primer oficial, fueron posteriormente declaradas culpables de homicidio negligente. El capitán Asseline, quien mantuvo su inocencia, cumplió diez meses de prisión y otros diez meses de libertad condicional.
Este fue el primer accidente mortal de un Airbus A320.

## Avión
El avión accidentado, un Airbus A320-111, matrícula F-GFKC y número de serie 9, voló por primera vez el 6 de enero de 1988 y fue entregado a Air France el 23 de junio, tres días antes de su destrucción. Era el tercer A320 entregado a Air France, el cliente de lanzamiento.

## Tripulación de vuelo
El capitán Michel Asseline, de 44 años, había sido piloto de Air France durante casi veinte años y contaba con las siguientes licencias: Caravelle; Boeing 707, 727 y 737; y Airbus A300 y A310. Fue un piloto muy distinguido con 10.463 horas de vuelo.Capitán de entrenamiento desde 1979, Asseline fue nombrado jefe de la subdivisión de entrenamiento del A320 de la compañía a finales de 1987. Como piloto técnico de Air France, había participado activamente en vuelos de prueba del A320 y había realizado maniobras que superaban las limitaciones operativas normales. Asseline tenía plena confianza en los sistemas informáticos del avión.
El primer oficial Pierre Mazières, de 45 años, volaba con la aerolínea desde 1969 y había sido capitán en prácticas durante seis años. Tenía licencia para volar en el Caravelle, el Boeing 707 y el 737, y se había calificado como capitán del A320 tres meses antes del accidente.Mazières tenía 10.853 horas de vuelo.

## Plan de vuelo
En el momento del incidente, sólo se habían entregado a Air France tres aviones del nuevo tipo y el más nuevo (en servicio desde hacía dos días) había sido elegido para el sobrevuelo.
El avión debía volar desde el Aeropuerto de París-Charles de Gaulle al Aeropuerto de Basilea-Mulhouse-Friburgo para una conferencia de prensa. A continuación, los pasajeros del vuelo chárter turístico embarcarían y el avión volaría la corta distancia hasta el pequeño Aeropuerto de Mulhouse Habsheim. El capitán realizaría un vuelo rasante sobre la pista 02, ascendería y daría la vuelta, y repetiría el vuelo sobre la misma pista en dirección opuesta (pista 20). A continuación, realizaría un vuelo turístico hacia el sur hasta el Mont Blanc antes de que los pasajeros regresaran al Aeropuerto de Basilea-Mulhouse-Friburgo. Finalmente, el avión regresaría a París.
Los pilotos habían tenido un fin de semana ajetreado y no recibieron el plan de vuelo hasta la mañana del vuelo. No recibieron detalles verbales sobre el sobrevuelo ni sobre el aeródromo.

## Sobrevuelo

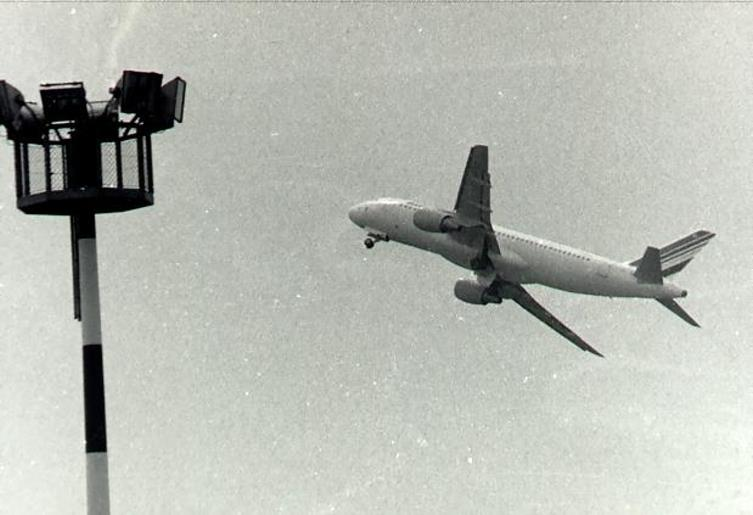
El F-GFKC despega rumbo al Aeropuerto de Mulhouse Habsheim

El plan de vuelo era que, a medida que el vuelo se acercaba al aeródromo, el piloto extendería el flap de la tercera etapa, bajaría el tren de aterrizaje y se alinearía para un vuelo nivelado a 100 pies (30 m). El capitán reduciría la velocidad de vuelo de la aeronave a su velocidad mínima con el ángulo de ataque máximo, desactivaría el "suelo alfa" (la función que, de lo contrario, avanzaría automáticamente el empuje del motor a TO/GA cuando el IAS alcanza αMax) y confiaría en el primer oficial para ajustar el empuje del motor manualmente para mantener los 100 pies. Después de la primera pasada, el primer oficial aplicaría la potencia TO/GA y ascendería abruptamente antes de regresar para la segunda pasada. "¡Lo he hecho veinte veces!", aseguró Asseline a su primer oficial.El sobrevuelo había sido autorizado por la Dirección de Operaciones Aéreas y el Departamento de Seguridad de Vuelo de Air France y el control del tráfico aéreo y la torre de Basilea habían sido informados.
El aeródromo de Habsheim era demasiado pequeño para figurar en el ordenador de vuelo de la aeronave, por lo que requirió una aproximación visual. Ambos pilotos tampoco estaban familiarizados con el aeródromo cuando iniciaron su descenso desde 2000 pies (610 m), a solo 6 millas náuticas (11 km) del campo. Esta distancia era demasiado corta para estabilizar la altitud y la velocidad de la aeronave para el sobrevuelo.Además, el capitán esperaba del plan de vuelo hacer el pase sobre la pista 02 (3281 pies (1000 m) de largo, pavimentada) y se estaba preparando para esa alineación. Pero a medida que el avión se aproximaba al campo, la tripulación de la cabina de vuelo notó que los espectadores se reunieron junto a la pista 34R (2100 pies (640 m) de largo, de césped). Esta desviación de último minuto en la aproximación distrajo aún más a la tripulación de estabilizar la altitud del avión y rápidamente descendieron a 40 pies (12 m).
Desde arriba, el bosque al final de la 34R simplemente parecía un tipo de hierba diferente a lo que era: un bosque con árboles. Pero ahora que la aeronave sobrevolaba a solo nueve metros, la tripulación notó que volaba a menor altura que el peligro identificado al que se acercaban rápidamente. La grabadora de voz de la cabina registró la llamada del primer oficial:
Primer oficial: "¡Potencia TO/GA! ¡Pista de aproximación frustrada!"
Seguido por:
Micrófono del área de la cabina (CAM): (aumento de la velocidad del motor)
CAM: (ruidos de impacto con las copas de los árboles)
Capitán: "¡Oh, mierda!"
FIN DE LA CINTA
La tripulación aplicó toda la potencia y Asseline intentó ascender. Sin embargo, los elevadores no respondieron a las órdenes del piloto porque el sistema informático del A320 activó su modo de "protección alfa" (destinado a evitar que la aeronave entrara en pérdida). Menos de cinco segundos después, las turbinas comenzaron a absorber hojas y ramas mientras la aeronave rozaba las copas de los árboles. Las cámaras de combustión se obstruyeron y los motores fallaron. La aeronave se estrelló.
Tradicionalmente, los pilotos respetan los peligros inherentes de volar a baja velocidad y altitud, y normalmente, un piloto no intentaría volar una aeronave tan cerca de la pérdida con los motores al ralentí (potencia mínima en vuelo). Sin embargo, en este caso, los pilotos involucrados no dudaron en volar la aeronave por debajo de su velocidad mínima normal, ya que el propósito del sobrevuelo era demostrar que los sistemas informáticos de la aeronave garantizarían la sustentación siempre disponible, independientemente de cómo manejaran los controles. La experiencia de Asseline volando este tipo de aeronave al límite de su envolvente de rendimiento de vuelo puede haber generado exceso de confianza y complacencia.

## Accidente
Durante el impacto, el ala derecha se desprendió y el combustible derramado se incendió inmediatamente. Dos camiones de bomberos presentes en el espectáculo aéreo se pusieron en marcha, seguidos por una ambulancia. Los servicios de emergencia locales fueron informados por radio.
Dentro del avión, todas las luces se habían apagado antes de que se detuviera definitivamente, no había iluminación de emergencia aparte de las señales de salida.Muchos pasajeros quedaron aturdidos al golpearse la cabeza con los respaldos de los asientos delanteros. Algunos pasajeros tuvieron dificultades para desabrocharse los cinturones de seguridad porque desconocían el mecanismo (que es diferente al de los cinturones de seguridad de los automóviles). El sobrecargo fue a dar instrucciones a los pasajeros, pero el mando del sistema de megafonía estaba arrancado. Intentó abrir la puerta delantera izquierda, que estaba bloqueada por árboles. La puerta se abrió parcialmente y el tobogán de emergencia comenzó a inflarse mientras estaba parcialmente atascado dentro del fuselaje. El sobrecargo, un pasajero y un auxiliar de vuelo (un invitado de otra aerolínea) lograron abrir la puerta por completo. En el proceso, el sobrecargo y el pasajero salieron despedidos del fuselaje y el tobogán cayó sobre ellos. El auxiliar de vuelo comenzó entonces a evacuar a los pasajeros, pero pronto comenzaron a amontonarse en la parte inferior del tobogán, ya que su ruta estaba bloqueada por árboles y ramas. La salida de los pasajeros se detuvo temporalmente mientras el sobrecargo y otro auxiliar de vuelo comenzaban a limpiar las ramas. Mientras continuaba la evacuación, la azafata permaneció en la puerta, ayudando a los pasajeros, hasta que comenzó a sufrir por inhalación de humo.
Para entonces, el fuego había entrado por el lado derecho del fuselaje a través de la sección dañada del suelo, entre las filas de asientos 10 y 15. Un pasajero intentó abrir la salida sobre el ala izquierda. No se abrió, lo cual fue una suerte, ya que para entonces ya había un incendio en el ala izquierda.
Los pasajeros, presas del pánico, comenzaron a empujar hacia la parte delantera de la cabina. Una azafata, de pie en el centro de la cabina, en el asiento 12D, fue empujada hacia el pasillo por un pasajero del asiento 12F con quemaduras graves. Luego, mientras ayudaba a otro pasajero cuya ropa estaba en llamas, fue arrastrada hacia adelante por la oleada de gente que se apresuraba a escapar. Tras la salida y la contaminación del interior, que se intensificaba rápidamente, se detuvo en la puerta principal y gritó a la cabina. No hubo respuesta y el denso humo negro impidió una inspección visual, por lo que salió del fuselaje. La evacuación por la puerta trasera fue rápida y fluida gracias a las instrucciones de las azafatas en la parte trasera del avión.
El equipo médico del espectáculo aéreo llegó y comenzó a examinar a los pasajeros. Diez minutos después del accidente, llegó el primer camión de bomberos. Pero debido al bosque, solo los vehículos más pequeños pudieron llegar a los restos. Salvo la cola, el avión fue consumido por el fuego.

## Investigación del accidente
La investigación oficial fue realizada por la Oficina de Investigación y Análisis para la Seguridad de la Aviación Civil (BEA), la oficina francesa de investigación de accidentes aéreos, en colaboración con Air France y Airbus.Aunque la investigación oficial se redactó en francés, la BEA publicó una versión en inglés el 29 de noviembre de 1989. La versión traducida del informe puede encontrarse en la Base de Datos de Accidentes de Aviación y en la Red de Seguridad de la Aviación.

### Informe oficial
El informe oficial de la BEA concluyó que la causa probable del accidente fue una combinación de lo siguiente:
- Altura de sobrevuelo muy baja, inferior a los obstáculos circundantes;
- Velocidad muy lenta y decreciente para alcanzar el máximo ángulo de ataque posible;
- Velocidad de los motores al ralentí de vuelo; y
- Aplicación tardía de la potencia para dar la vuelta.[3]

Además, la oficina concluyó que si el descenso por debajo de los 100 pies no fue deliberado, puede haber sido resultado de una falla por parte de la tripulación al no tener en cuenta adecuadamente la información visual y auditiva disponible sobre la elevación "sobre el nivel del suelo" (AGL) de la aeronave.
El informe recomendó además que:
- Se debería prohibir a los pasajeros participar en todos los vuelos de demostración.
- Las tripulaciones de vuelo deben contar con un reconocimiento adecuado de los aeródromos y garantizarlo.
- Se deben revisar los procedimientos de las compañías aéreas para garantizar que cumplan con las regulaciones oficiales relativas a la altitud.

## Resultados
De las 136 personas a bordo, tres no escaparon. Uno era Hervé Liermann, un niño discapacitado de 14 años que iba en el asiento 4F y no podía moverse. Otra era Mariama Barry, una niña de 7 años que iba en el asiento 8C, que quedó atrapada y no pudo quitarse el cinturón de seguridad después de que el respaldo del asiento se desplomara sobre ella (su hermano mayor se había quitado el cinturón, pero la avalancha de gente se lo llevó antes de poder ayudar a su hermana). La tercera era Marie-Françoise Froesch, una mujer que había llegado a la puerta principal y regresó para ayudar a la niña. Treinta y cuatro pasajeros requirieron hospitalización por lesiones y quemaduras. Ambos pilotos sufrieron heridas leves en la cabeza, inhalación de humo y shock.
En 1996, el capitán Asseline, el primer oficial Mazières, dos funcionarios de Air France y el presidente del club de vuelo patrocinador del espectáculo aéreo fueron acusados de homicidio negligente. En 1997, los cinco fueron declarados culpables. Asseline fue condenado inicialmente a seis meses de prisión y doce meses de libertad condicional. Mazières recibió una condena de doce meses en suspenso. Los demás fueron condenados a libertad condicional.Asseline salió libre del tribunal y declaró que apelaría ante el Corte de Casación (Francés: Cour de Cassation), el máximo tribunal de Francia. Según la legislación francesa, Asseline debía someterse al sistema penitenciario antes de que el Tribunal de Casación pudiera examinar su caso. En 1998, su apelación fue rechazada y su condena se incrementó a diez meses de prisión, junto con diez meses de libertad condicional.

## Dramatización
El episodio "Culpando al piloto" de la serie de televisión Survival in the Sky presentó el accidente.
La serie de televisión Mayday: catástrofes aéreas de Discovery Channel (Canadá) / National Geographic Channel presentó el accidente y la investigación posterior en un episodio de la temporada 9 titulado «Piloto vs. Avión» e incluyó una entrevista con el capitán Michel Asseline, sobrevivientes e investigadores del accidente.
El episodio "Descensos Disastrosos" de la serie de televisión Aircrash Confidential producida por WMR Productions e IMG Entertainment, presentó el accidente e incluyó una entrevista con el capitán Michel Asseline.

## Galería

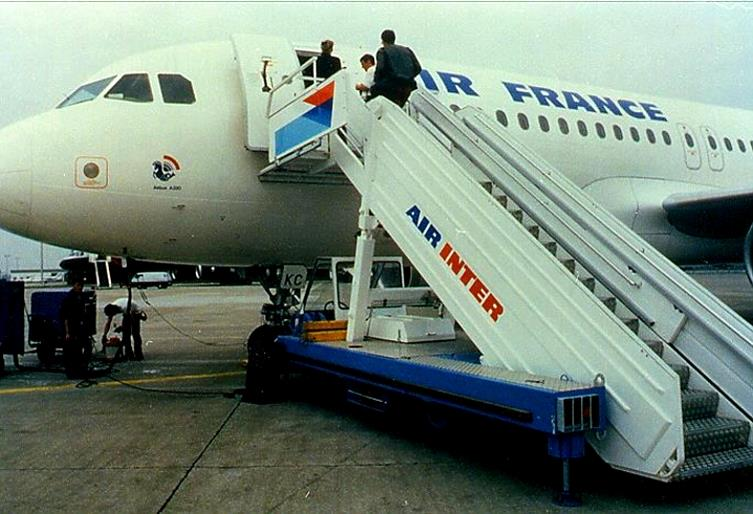
Pasajeros abordando el avión accidentado.
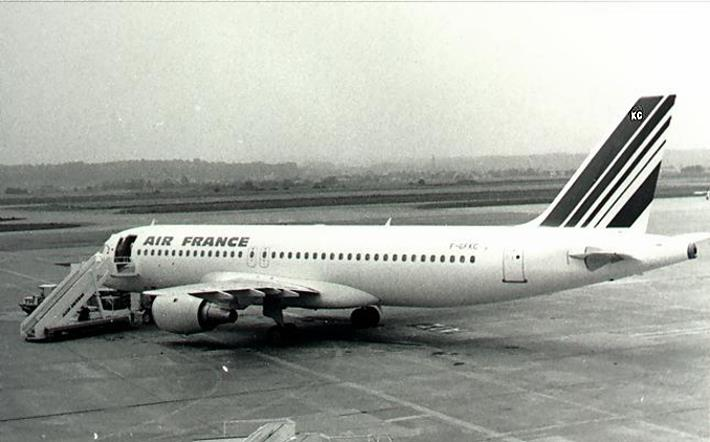
El avión involucrado en el accidente.
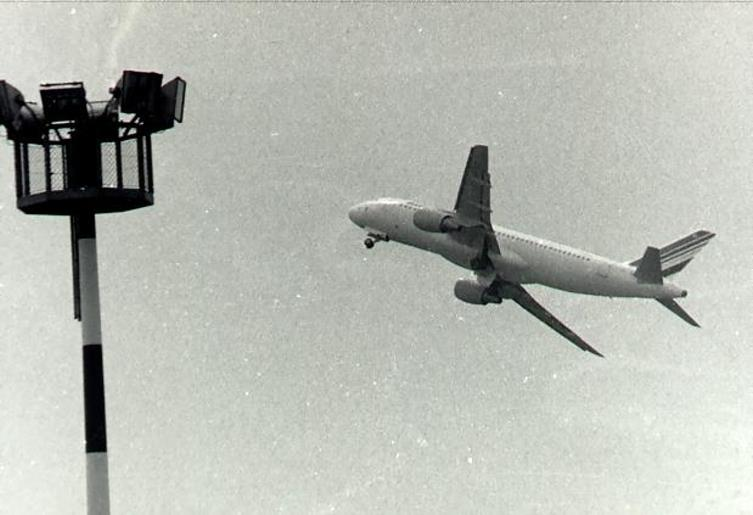
El avión involucrado en el accidente volando.
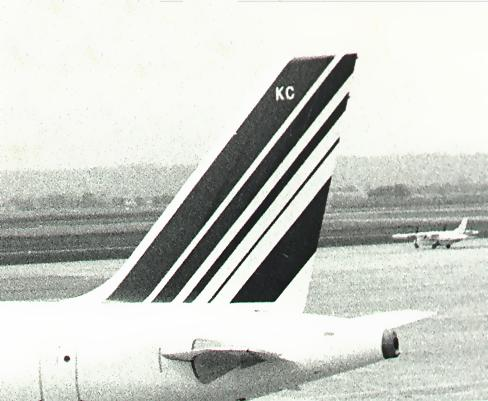
La cola del avión accidentado.